# Рокплан, Камиль Жозеф Этьен
Камиль Жозеф Этьен Рокплан (фр. Camille Roqueplan; 1802, Мальмор — 1855, Париж) — французский художник, ученик Антуана-Жана Гро и Абеля де Пюжоля.

## Биография
Камиль Жозеф Этьен Рокплан родился 18 февраля 1802 года в городе Мальморе.

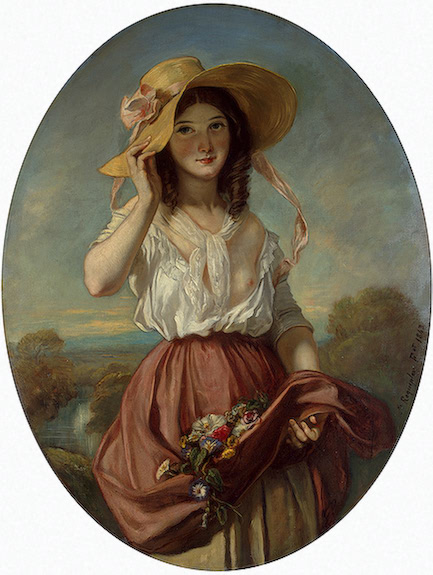
«Девушка с цветами»

Рокплан принадлежит к группе художников, которые в 30-е годы XIX века стремились внести во французскую живопись более жизненное и колоритное направление. Хотя большинству его произведений недоставало воодушевления, однако их изящная техника сделала его одним из наиболее известных и высоко ценимых мастеров. Любимой темой изображения Камиля Рокплана были грациозные молодые женщины, на фоне роскошной обстановки комнатного убранства или среди красивого ландшафта, как, например, в картинах: «Эпизод из жизни Ж.-Ж. Руссо» (1833), «Антикварий» (1834), «Влюбленный лев» (1836), «Ж.-Ж. Руссо, собирающий вишни и бросающий их девицам Граффенрид и Галлей» (1836), «Мария Магдалина в пустыне» (1838), «Ван-Дейк в Лондоне» (1838), «Квентин Дорвард», «Леда» и др.
В 1846 году, довольно долго живя в Пиренеях, Рокплан бросил привычные до этого салонные сюжеты. Отныне он стал ближе держаться к природе и жизни, приобрёл большую силу и теплоту колорита, от которого выиграл пейзаж картин. Признаются наилучшими с этого периода картины «Крестьяне в Осской долине, в нижних Пиренеях» (1847), «Биарицские женщины у колодца», «Испанцы из окрестностей Пеутикосы» и некоторые другие.
Выглядят весьма правдивыми и привлекательными в чисто пейзажном роде и морские пейзажные работы Камиля Рокплана (например, «Вид на берегу Нормандии», который находится в Лувре). А из исторических картин всего две: «Эльхническая битва 1805 года» и «Битва при Року, в 1746 году», которые украшают собой версальскую историческую галерею.